# 어쿠스틱가든
어쿠스틱 가든은 대한민국의 인디 밴드이다. 2010년 EP Only you로 데뷔하였다.

## 구성원및 음반
싱어 송 라이터 겸 뮤직 프로듀서
- Jay the sky

그외 객원 멤버

## 어쿠스틱 가든의 첫 앨범
Only you
"그사람을 사랑하고 이별하고 그리고 문득, 미치도록 사랑했던 그 추억들이 되살아나서 나도 모르게 눈물이 흐를때… coustic Garden – 어쿠스틱 가든의 피아노 소리가 금세 나를 울릴것 같다"

Acoustic Garden – 어쿠스틱 가든의 첫번째 앨범 Only you는 들으면 들을수록 또 다시 한번 더 듣고 싶어지는 그런 앨범이다.— 멜론 어쿠스틱 가든 해설 중에서-